# Тупач (герб)
Топач (пол. Topacz, Kopacz, Skrzydło, Ropacz) — польский дворянский герб.

## Описание герба
В поле червлёном поднятое вверх ястребиное или орлиное чёрное крыло с золотой лапой. Коленом она обращёна в правую сторону щита. Герб этот выводят из Венгрии, откуда он перенесён в Польшу при Казимире Великом или его наследнике Людовике Венгерском.
Исследователь Пекосиньский выдвинул гипотезу, что изначальное название этого герба — Копач (Kopacz), а Топач (Topacz) и Ропач (Ropacz) являются искажениями. Длугош называет этот герб по латински — Fossorum. Название  Skrzydło упоминается в судебных записях 1406 года.

## История
Известны средневековые печати с этим гербом. Наиболее древняя из них принадлежала Дзержславу Божиновскому, архидиакону и кафедральному канонику краковскому (1446).
В 1570 году польский король Сигизмунд Август дал привилегию Василию Меленевичу Тупачаловскому.